# Lyctus carbonarius
Lyctus carbonarius är en skalbaggsart som beskrevs av Joseph Waltl 1832. I den svenska databasen Dyntaxa används istället namnet Lyctus planicollis. Lyctus carbonarius ingår i släktet Lyctus och familjen kapuschongbaggar. Arten förekommer tillfälligt i Sverige, men reproducerar sig inte. Inga underarter finns listade i Catalogue of Life.

## Bildgalleri

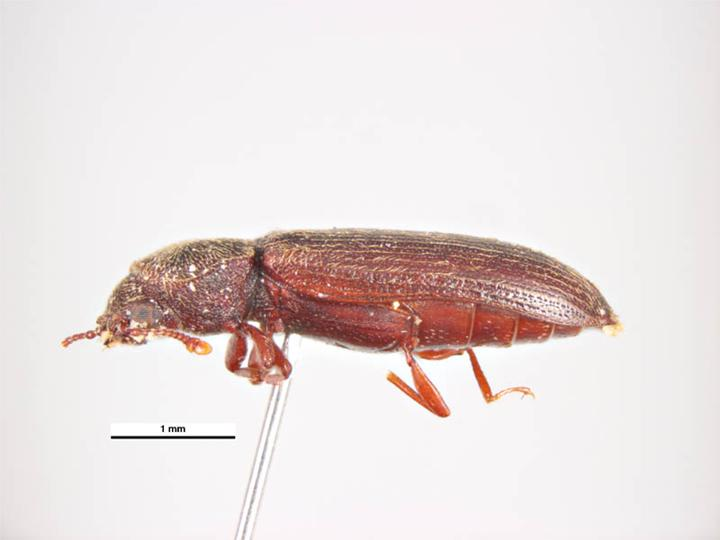
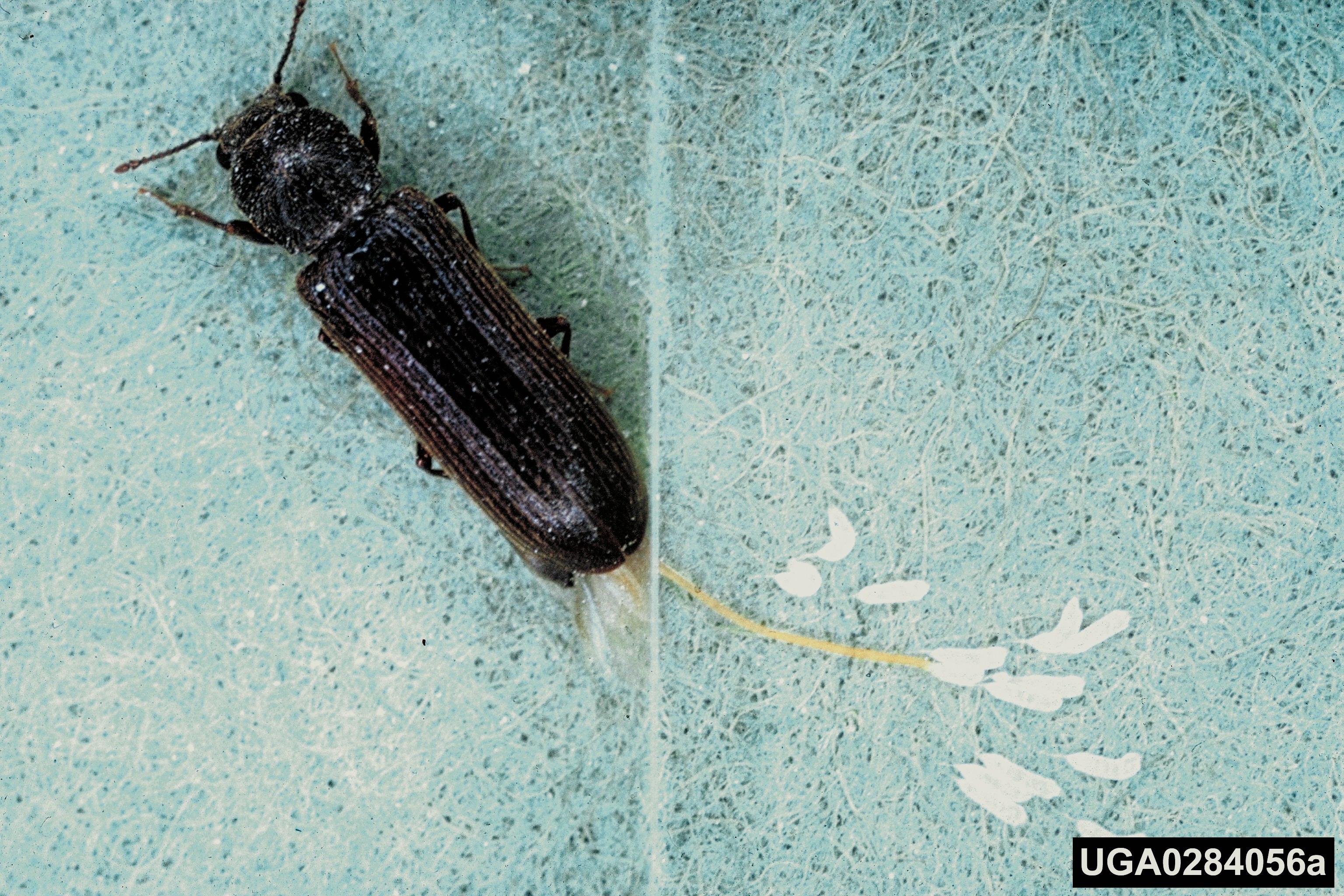